# ژان دولارژ
ژان دولارژ (انگلیسی: Jean Delarge; ۱ ژانویهٔ ۱۹۰۶ – ۱ ژانویهٔ ۱۹۷۷) بوکسور اهل کشور بلژیک بود.